# Dadibhavi Salapur, Ramdurg
Dadibhavi Salapur là một làng thuộc tehsil Ramdurg, huyện Belgaum, bang Karnataka, Ấn Độ.